# 코어익스프레스
코어익스프레스(CoreExpress) 모듈은 완전한 컴퓨터 온 모듈(COM)로, 집적회로 부품처럼 임베디드 컴퓨터 보드 설계에 사용될 수 있는 고도로 통합된 소형 컴퓨터이다. COM은 CPU, 메모리, 그래픽, 바이오스 및 공통 I/O 인터페이스를 통합한다. 인터페이스는 PCI 익스프레스, Serial ATA, 이더넷, USB, HD 오디오(인텔 고선명 오디오)와 같은 디지털 버스만을 사용하는 현대적인 방식이다. 모든 신호는 고밀도, 고속의 220핀 커넥터로 접근 가능하다. 대부분의 구현은 인텔 프로세서를 사용하지만, 사양은 다양한 CPU 모듈에 대해 개방되어 있다.
코어익스프레스 모듈은 특정 애플리케이션에 필요한 주변 장치를 포함하는 맞춤형 캐리어 보드에 장착된다. 이러한 방식으로 작지만 고도로 특화된 컴퓨터 시스템을 구축할 수 있다.
코어익스프레스 폼 팩터는 원래 LiPPERT Embedded Computers에 의해 개발되었으며, 2010년 3월 소형 폼 팩터 특별 이익 단체(SFF-SIG)에 의해 표준화되었다. 이는 COM 익스프레스 또는 Qseven과 같은 다른 표준들과 경쟁했다. 처음에는 독일의 LiPPERT와 스위스 회사 DIGITAL-LOGIC(현재 콘트론에 인수됨)에 의해 채택되었으며, 나중에는 Syslogic을 포함한 8개 이상의 벤더로부터 지지를 받았다.

## 크기 및 기계적 특성
사양은 58 mm × 65 mm의 보드 크기를 정의하며, 신용카드보다 약간 작고 표준 PC/104-플러스 형식의 캐리어 보드를 허용할 만큼 작다.
모듈은 히트 스프레더에 내장될 수 있으며, 이는 부품에서 발생하는 열을 더 넓은 표면적으로 분산시킨다. 저전력 애플리케이션에서는 이 분산만으로도 완전한 열 흩어지기에 충분할 수 있다.
고전력 애플리케이션에서는 히트 스프레더가 핀이 있는 히트 싱크와 같은 추가적인 열 흩어지기 부품과의 결합을 위한 열 인터페이스를 제공한다. 히트 스프레더는 아래에 있는 열 발생 부품보다 연결하기가 더 간단하고 견고하다. 이는 시스템 빌더의 기계적 설계를 단순화하지만, 맞춤형으로 제작된 완전한 열 솔루션보다는 효율성이 떨어질 수 있다.
완전한 시스템에서 히트 스프레더는 전자파장애 차폐 설계의 일부가 될 수 있다.

## 사양
이 사양은 SFF-SIG에서 호스팅하며 웹사이트에서 확인할 수 있다.
개정 2.1은 2010년 2월 23일에 발표되었다.

## 같이 보기
- 임베디드 시스템 모듈
- 컴퓨터 온 모듈
- 컴퓨터 폼 팩터
- 임베디드 시스템